# La Question de Palestine

La Question de Palestine est une série de cinq livres d'histoire sur la Palestine, écrits par l'universitaire français Henry Laurens et publiés par Fayard de 1999 à 2015.

## Généralités
Les livres sont organisés chronologiquement et couvrent l'histoire palestinienne de 1799 à 2001. Henry Laurens décompose l'histoire de la Palestine et du Moyen-Orient en périodes de temps qui peuvent s'étendre sur des mois, des semaines ou des jours, les analysant comme de brèves époques avec des thèmes distincts,,,,.
Le titre provient d'une terminologie utilisée depuis 1815, et fait plus particulièrement référence à un discours de David Ben Gourion, premier Premier ministre d'Israël, qui a déclaré que la plus grande réussite du sionisme était d'avoir remplacé la question juive par « la question de la Palestine ».

## Série d'ouvrages
- L'invention de la Terre sainte (1999) : période de 1799 à 1922 - Tome 1.
- Une mission sacrée de civilisation (2002) : période de 1922 à 1947  - Tome 2.
- L'accomplissement des prophéties (2007) : période de 1947 à 1967  - Tome 3.
- Le rameau d'olivier et le fusil du combattant (2011) : période de 1967 à 1982  - Tome 4.
- La paix impossible (2015) : période de 1982 à 2001  - Tome 5.

Une version synthèse de La Question de Palestine est publiée en 2024, en un volume de 756 pages, intitulé Question juive, problème arabe (1798-2001).